# Сельское поселение Сосновка
Сельское поселение Сосновка — муниципальное образование. Территория сельского поселения входит в состав Белоярского района, Ханты-Мансийского автономного округа — Югры, Россия. Административным центром сельского поселения, является посёлок Сосновка.
Сельское поселение Сосновка является муниципальным образованием Ханты-Мансийского автономного округа — Югры наделенным статусом сельского поселения, в соответствии с законом Ханты-Мансийского автономного округа — Югры от 25 ноября 2004 года № 63-оз «О статусе и границах муниципальных образований Ханты-Мансийского автономного округа — Югры».
Площадь сельского поселения равна — ? га.
Население на 1 января 2010 года составляло 1414 человек.

## Населённые пункты
посёлок Сосновка (административный центр)

## Статистика населения
| Год  | Численность постоянного населения (среднегодовая) |
| ---- | ------------------------------------------------- |
| 2008 |                                                   |
| 2009 |                                                   |
| 2010 | 1414                                              |